# Ferdinand Kulmer
Ferdinand Kulmer est un artiste peintre et lithographie croate né le 29 janvier 1925 à Roquebrune-Cap-Martin, mort le 16 novembre 1998 à Zagreb.

## Biographie
Fils d'Aleksander Kulmer (1890-1964) et de son épouse née Edeltrud Bopp von Oberstadt (1892-?), Ferdinand Kulmer est issu d'une famille aristocratique - son aïeul, le baron Franjo Kulmer (hr) (1806-1853) était une personnalité influente de la Cour de Vienne - et fortunée: sa naissance au Cap Martin, ses études secondaires géographiquement disséminées, s'expliquent par un patrimoine parental où, outre le Kulmerovi dvori (« le château des Kulmer » de Zagreb), les résidences secondaires vont de la Croatie (avec le château de Cernik) à la Côte d'Azur, l'Autriche et la Hongrie.
Les études secondaires du jeune Ferdinand Kulmer s'effectuent ainsi successivement à Budapest, Karlsburg et Nova Gradiska. Il accompagne ses parenrs dans des villégiatures qui lui offrent une avant-guerre encore heureuse: une croisière en Méditerranée en 1938 suivie en 1939 d'un périple américain (New York, Chicago, Detroit, Washington). Il est en 1942 l'élève de Burghardt Rezső (hu) à l'Université hongroise des beaux-arts de Budapest et, en 1945, contraint de regagner Zagreb avec l'entrée des troupes russes dans la capitale hongroise, de Omer Mudjadžić (hr) et Ljubo Babić (en) à l'Académie des beaux-arts de Zagreb, pour entrer en 1948 à l'école de peinture du peintre Đuro Tiljak (hr). Il travaille dans l'atelier de Krsto Hegedušić de 1950 à 1957.
Ferdinand Kulmer, devenant en 1957 membre du Groupe Mars avec qui il entame un cycle d'expositions itinérantes, complète alors ses études par des séjours à Venise, Rome et Florence. Il est ensuite professeur à l'Académie des beaux-arts de Zagreb, successivement en tant qu'assistant de Krsto Hegegušić en 1961, professeur adjoint en 1964, professeur agrégé en 1969 (année où il entre à la Galerie Forum avec une exposition personnelle), professeur titulaire de 1975 à sa retraite professorale en 1990 où il est reçu membre de l'Académie croate des sciences et des arts.
Ferdinand Kulmer décède en novembre 1998 et repose dans le caveau familial, dans la crypte de l'église Saint Mirko (en croate: Svetog Mirka) à Zagreb. On retient qu'Edo Murtić et lui demeurent « les premiers artistes croates à s'être aventurés dans les courants d'avant-garde européens et américains de l'abstraction lyrique, de l'art informel et de l'expressionnisme abstrait ». Comme l'observait Miodrag B. Protić, directeur du Musée d'art contemporain de Belgrade, ils sont ensemble les représentants de « cette peinture d'action qui identifie le geste extérieur purement physique au geste intérieur et moral, en notant sur le séismographe de l'acte physique les palpitations de l'extase intérieure ».

## Œuvre
Les plus anciens tableaux répertoriés de Ferdinand Kulmer, figuratifs, révèlent une influence de l'École de Paris, notamment Henri Matisse et Raoul Dufy. Vers 1955, il trouve sa propre voie en commençant à désagréger les formes et à isoler des fragments de figuration sur des surfaces de matière-lumière qui, progressivement, vont se transformer en rythmes colorés - « Ruzicasto Smede (rose brun) » - rapprochant son art du dripping et l'orientant à partir de 1965 vers une pure abstraction lyrique, d'abord librement gestuelle, suggérant une parenté picturale avec Hans Hartung ou Pierre Soulages, pour se structurer dans les années 1970, énonçant une relation réfléchie de notre artiste avec le signe calligraphique. « Des créations d'espaces hautement colorés qui rayonnent d'un enchantement incantatoire de la plus heureuse euphorie tant artistique qu'esthétique » observe alors Michel Tapié.
Ferdinand Kulmer revient en 1983 à la figuration avec une peinture allégorique, nous proposant un univers peuplé de personnages mythologiques et d'animaux fabuleux, s'auto-définissant comme « néo-expressionniste » tout en offrant à Natasia Ivancević de le voir incarner « l'aile maniériste des trans-avant-gardistes ».

## Expositions

### Personnelles
- Galerie d'art contemporain, Zagreb, janvier 1961.
- Galerie Raymond Creuze, Paris, 1959, 1963, 1964.
- Centre international de recherche esthétique, Turin, 1969.
- Galerie Forum, Zagreb, 1969, 1979, février-mars 1982, novembre-décembre 1988, janvier-février 2013[11].
- Galerie d'Œuvres d'art, Split, 1971.
- Galerie de la Chouette, Paris, 1971.
- Galerie des beaux-arts, Osijek, 1972.
- Galerie de peintures, Vinkovci, 1973.
- Galleria d'arte Cavour, Milan, 1973.
- Peintures, 1953-1976, Musée d'art moderne de Zagreb, novembre-décembre 1976.
- Palais Zrinski, Cakovec, 1980.
- Galerie Grada, Zagreb, 1984.
- Galerie d'art international, 12, rue Ferrandi, Paris, septembre-octobre 1980, décembre 1989, 1991.
- Studio Galerije Suvremene Umjetnosti, Zagreb, janvier-février 1984.
- Mala Galerija, Ljubljana, mars-avril 1984.
- Paris Art Center, mai-juin 1983, 1991.
- Ferdinand Kulmer - Peintures, dessins, graphiques, 1983-1989, Obalne Galerije, Piran et Moderna Galerija, Ljubljana, 1989.
- Galerie Adris, Rovinj, septembre-novembre 2006[12].

### Collectives
- Exposition U.L.U.H. (Assosiation croate des artistes d'arts plastiques), Zagreb, 1953.
- Exposition des artistes de l'atelier de Krsto Hegedusic, Zagreb 1954, Opatija 1955, 1956, 1957, Belgrade 1956, Ljubljana 1958, Dubrovnik 1961, Dubrovnik (Musée d'art Moderne) 1966.
- La peinture yougoslave contemporaine, Coventry, Manchester.
- L'art yougoslave contemporain, Oslo, 1957.
- La peinture yougoslave moderne, New-Delhi, 1957.
- Le groupe "Mars", Zagreb 1957, Belgrade et Sarajevo 1958, Vienne (Autriche), Graz 1961, Schiedam, Haarlem, Bréda 1962, Belgrade 1967..
- Exposition internationale de gravure, Ljubljana, 1957, 1959.
- L'art contemporain croate, Erlangen, 1957.
- Nouvelle peinture de Yougoslavie, Winter Park, Columbia (Caroline du Sud), 1959.
- L'art yougoslave aujourd'hui, Galerie Raymond Creuze, Paris, 1959.
- Mostra nazionale dell'incisione jugoslava, Venise, 1959.
- IVe exposition internationale de la gravure, Musée d'art contemporain, Ljubljana, 1961.
- Exposition de gravure de la ville de Zagreb, 1960, 1962.
- Nouvelle peinture de Yougoslavie, Cambridge (Massachusetts), Washington, Minneapolis, Saint-Louis (Missouri), Portland, Colorado Springs, San Francisco.
- Soixante ans de peinture et de sculpture en Croatie, Zagreb, 1961.
- Neue jugoslawische Kunst, Wiesbaden, Brunswick (Basse-Saxe), Essen, Aix-la-Chapelle, Karlsruhe, 1961.
- Peinture et sculpture contemporaines yougoslaves, Londres (Tate Gallery), Coventry, Kingston, Brighton, 1961.
- Peinture-Sculpture 61, Zagreb, 1961.
- Nouvelle peinture de Yougoslavie, Louisville (Kentucky), Utica (New York), 1961.
- L'art contemporain en Yougoslavie, Musée d'art moderne de la ville de Paris 1961, Rome, Bari, Athènes 1962.
- Triennale yougoslave des arts plastiques, Belgrade, 1961, 1967, 1970.
- Nutida yugoslavik kanst, Stockholm, 1962.
- Selected hundred of 1962, Drian Gallery, Londres, 1962.
- La peinture yougoslave, Tunis, Le Caire, 1963.
- Automne des arts plastiques, Sombor, 1963, 1966, 1968, 1970, 1971, 1972, 1973, 1976.
- Triennale du dessin contemporain yougoslave, Sombor, 1963, 1966, 1972.
- Trigon, château d'Eggenberg, Graz, 1965.
- Salon de Zagreb, 1965, 1966, 1968, 1969, 1971, 1972, 1973.
- Annale, Porec, 1966, 1970, 1972.
- Salon bleu, Zadar, 1966, 1974.
- Modern Kroatische Kunst, Eisenstadt, 1966.
- VIe Biennale méditerranéenne, Alexandrie, 1966.
- Peintures (Ferdinand Kulmer, Edo Murtić, Zlatko Prica (hr)) et sculptures (Dušan Džamonja (en), Branko Ruzić), Ljubljana, 1966.
- Expo 67, Montréal, 1967.
- L'art croate contemporain - L'après-guerre, Belgrade, Sarajevo, Dubrovnik, Ljubljana, Zagreb, 1967.
- Exposition du dessin yougoslave, Zagreb, 1968, 1969.
- Espaces abstraits, Galleria d'arte Cortina, Milan, 1969, 1972..
- Arte figurativa zagrabese d'oggi, Bologne, 1969.
- Salon de Mai, Paris, 1969.
- Salon de Mai, Belgrade, 1969.
- Les peintres de la Galerie Forum de Zagreb, New York, 1970.
- L'art yougoslave contemporain, Galerie des Ponchettes, Nice, 1970.
- 1ere exposition des artistes croates, Florence, 1970.
- Exposition internationale du dessin original, Rijeka, 1970, 1972.
- Croatian artists of the Forum Gallery of Zagreb, Croatia, Yugoslavia, Galerie Jacques Baruch, Chicago, 1971.
- Galerie Forum, Ljubljana, Dubrovnik 1971, Zagreb 1972.
- Groupe d'arts plastiques de Strmac, Nova Gradiska 1971, 1972, Osijek 1975.
- La peinture yougoslave contemporaine, Brno, Prague 1972, Vukovar, Budapest 1973, Francfort, Leverkusen 1974, Mexico, Guadalajara 1975, San Luis Potosi 1976.
- Art croate, Galleria Sagittaria, Pordenone, 1972.
- La peinture croate contemporaine, Szekesfehervar, 1972.
- Exposition du Groupe V, Centre culturel, Toulouse, 1973.
- Thèmes de l'art croate contemporain, Dubrovnik, Cetinje, Zagreb, 1973.
- Yougoslavie - Peinture et sculpture contemporaine, Coventry, 1973.
- Les thèmes plastiques d'aujourd'hui, Zagreb, 1974.
- Cent œuvres d'art de l'art croate contemporain, Skopje, 1974.
- Exposition de l'association des artistes d'art plastique de Yougoslavie, Sarajevo, 1975.
- Salon international d'automne de l'art plastique, Banja Luka, 1975.
- Nouveautés de l'art plastique croate contemporain, Zagreb, 1975.
- Exposition de l'art plastique croate récent, Zagreb, 1976.
- Galerie d'art international, Paris, 1979, 1980, avec Rafael Canogar, Piero Dorazio, Elizabeth Franzheim, Robert Malaval, Edo Murtić, Achille Perilli et Armando Pizzinato.
- Biennale Arts et papiers, Le Touquet, 1980.
- Art Expo West, Los Angeles, 1980.
- Nouvelles tapisseries - The new tapestry - Tapisseries d'après des cartons de Pablo Picasso, Olivier Debré, Koji Furudoï, Ferdinand Kulmer, Jean Messagier, Achille Perilli, Michel Tourlière et Goranka Vrus-Murtić, exposition au Paris Art Center, au Musée d'art contemporain de Dunkerque et au Musée d'art contemporain de Zagreb, 1985[13].
- Biennale de São Paulo, 1987.
- Jugoslavenska: Dokumenta 89, Centre olympique de Sarajevo, 1989
- Arrabal Espace, Villa Saint-Charles-Borromée (it), Sonego, mai-septembre 1998[14].
- Image, gestualité et matière - La collection des années 1980 du musée, Musée d'Art moderne et contemporain de Rijeka, août-septembre 2004[10].
- La collection croate, Musée d'art contemporain, Skopje, 2006.
- Musée d'art moderne, Dubrovnik, 2008.
- Abstraction, Galerie Klovićevi Dvori, Zabreb, avril-juin 2012.
- Les artistes croates du XXe siècle, Musée municipal de Varaždin, avril-mai 2015[15].

## Réception critique
« Chacune des expositions de Ferdinand Kulmer est une nouvelle confrontation entre la peinture croate et une dynamique personnelle qui defie les tendances collectivement reconnues. Jerko Ješa Denegri (en) considère Kulmer comme un paradigme de peintre pour qui la peinture est un métatexte. Appliquant le jugement de Heidegger sur Hölderlin, Kulmer est le peintre d'un peintre reflétant le destin de la peinture. Sa méta-peinture non conceptuelle se trouve dans son élément naturel quand le peinture est elle-même sujet. Des phénomènes fantasmagoriques apparaissent dans les œuvres récentes de Kulmer (1988, n.d.l.r.). Ses Ganymède, Grâces, griffons, cynocéphales, licornes, sirènes et gorgones ne seraient pas si impressionnants s'ils n'étaient pas les fantasmes de la peinture même. Le pouvoir métamorphique de Kulmer est concentré sur l'association du divin et de l'humain, du beau et du bestial, du spirituel et du matériel. Quant aux références picturales, Kulmer n'est pas dans la manie des citations des post-modernistes, mais évoque à l'encontre une harmonie qui se situe au carrefour des œuvres médiévales, du maniérisme et de l'Art nouveau - périodes stylistiques fortement empreintes d'autoréflexion picturale. »

— Zvonimir Mrkonjić (en)

## Prix et distinctions
- Prix de la IIe Triennale du dessin contemporain yougoslave, Sombor, 1966.
- Prix du IVe Salon de Zagreb, 1969.
- Prix de la ville de Zagreb, 1970.
- Prix du XIe automne des arts plastiques, Sombor, 1971.
- Prix de VIIe Salon de Zagreb, 1972.
- Prix de la IIIe exposition internationale du dessin original, Rijeka, 1973.
- Prix Vladimir Nazor, 1990.
- Membre de l'Académie croate des sciences et des arts, 1990.

## Musées et collections publiques
- Tate Gallery, Londres, Brown picture, huile et tempera sur toile, 146x97cm, 1960[17].
- Victoria and Albert Museum, Londres, Composition abstraite, estampe[18].
- Musée d'art contemporain, Zagreb[19].
- Musée d'art moderne, Dubrovnik.
- Galerie moderne Vladimir Bužančić, Zagreb.
- Galerie Cekao, Zagreb.
- Glyptothèque de Zagreb (en), dessins[20].
- Galerie des beaux-arts, Split, Septembre II, huile et acrylique[21].
- Galerie Galženica, Velika Gorica[22].
- Musée de l'Héritage, Rovinj[23].
- Moslavina Museum & Gallery, Kutina[24].
- Musée d'Art moderne et contemporain de Rijeka, Sphinge[10], cinq autres œuvres[25].
- Musée municipal de Varaždin[15]
- Musée d'art contemporain de Skopje.
- Musée d'art contemporain de Belgrade.
- Centre culturel de Belgrade[26].
- Musée des beaux-arts d'Osijek[27].
- Musée des beaux-arts de Sombor.
- Centre culturel de Vela Luka (île de Korčula), mosaïques au sol, hall d'entrée et patio[28].

## Cinéma
- Seljacka buna 1573 (La révolte paysanne de 1573), film de Vatroslav Mimica (version en langue anglaise: Anno Domini 1573), costumes de Ferdinand Kulmer, 1975.
- Covjek koga treba ubiti, film de Veljko Bulajic, costumes de Ferdinand Kulmer, 1979.

## Philatélie
- Timbre-poste émis par la Poste croate le 1er décembre 2007: Le jardin de Pégase (tableau de 1981) de Ferdinand Kulmer, en feuille de six timbres de 5,00 HRK, dimension unitaire du timbre: 42,6x35,5mm. Lithographie offset, 100.000 exemplaies, Imprimerie Zrinski, Cakovec[29],[30].